# Al-Quwwat al-Jawwiyya al-Lubnaniyya
La Al-Quwwat al-Jawwiyya al-Lubnaniyya, (in arabo القوات الجوية اللبنانية‎?), spesso abbreviata in LAF (dall'inglese Lebanese Air Force), è l'attuale aeronautica militare del Libano e parte integrante delle forze armate libanesi.

## Storia

### Origini

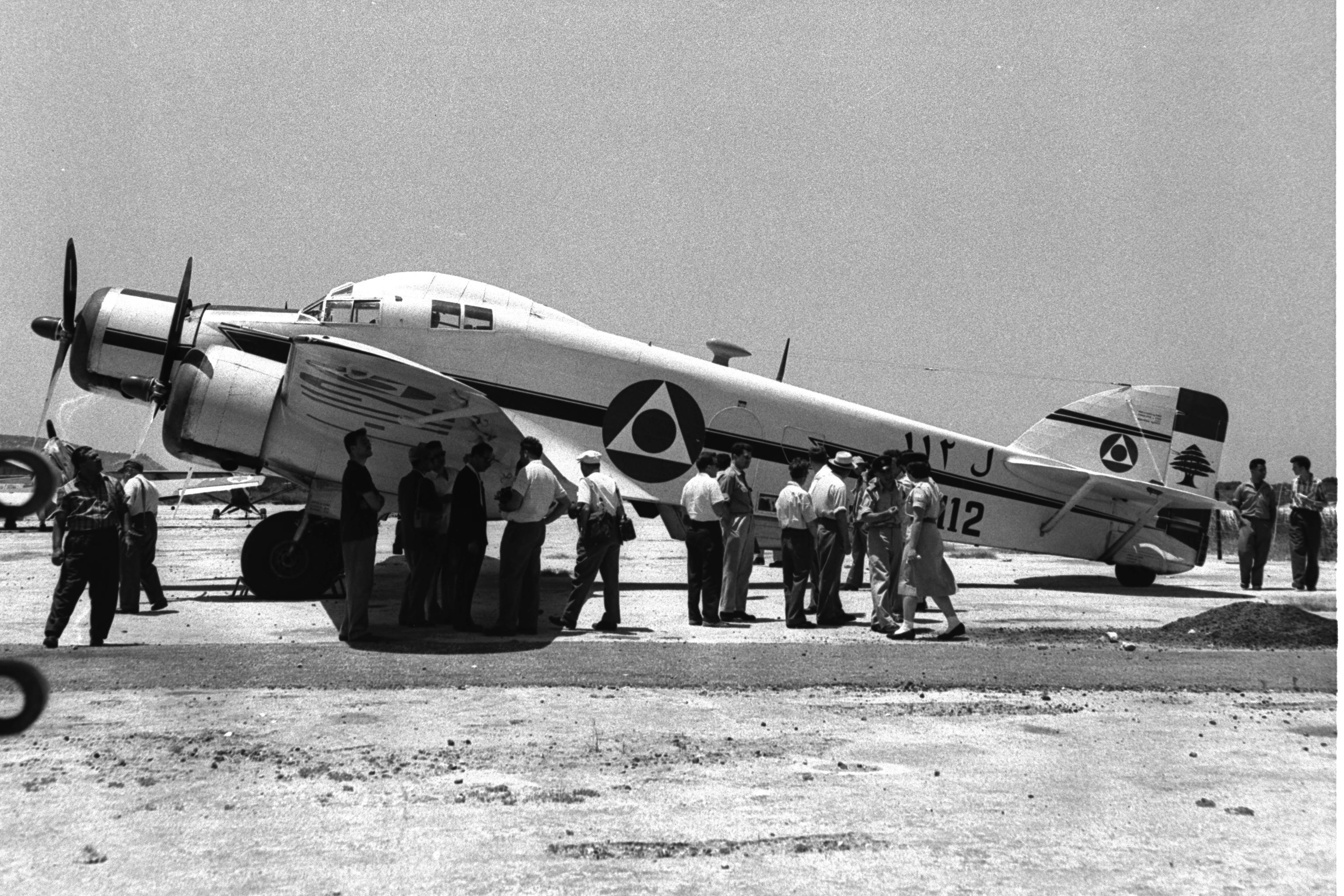
Uno dei Savoia-Marchetti S.M.79 in servizio con l'aviazione militare libanese.

L'aeronautica militare libanese fu costituita nel 1948 sotto il comando dell'allora tenente colonnello Emile Boustany che in seguito assunse il titolo di comandante dell'aeronautica militare nazionale. All'atto della costituzione, i governi del Regno Unito, Francia e Italia donarono alcuni aerei, cui ne seguirono altri lo stesso anno donati dai britannici e italiani o acquistati regolarmente. Gli inglesi donarono 4 addestratori Percival Prentice e 2 Percival Proctor risalenti alla seconda guerra mondiale, che andarono ad equipaggiare un reparto da addestramento sulla base di Rayak. 
Il 1º settembre 1949 l'Italia consegnò 4 bombardieri Savoia-Marchetti S.79L Sparviero assegnati al No.1 Bomber Squadron, che però furono principalmente utilizzati come aerei da trasporto e un velivolo da collegamento Aermacchi MB.308. 
Nel 1951 fu consegnato un velivolo De Havilland DH.104 Dove impiegato per compiti di addestramento alla navigazione, aerofotogrammetria e trasporto, mentre l'anno successivo arrivarono i primi di 16 addestratori T-6 Harvard (matricole L-120/135) ex Royal Air Force. 
Nel 1953 l'aviazione si dotò per la prima volta di aerei a getto, acquistando 16 caccia de Havilland DH.100 Vampire. (matricole L-150/165) mentre per l'addestramento primario arrivarono i primi di 9 De Havilland DHC-1 Chimpunk T.Mk.20 e T.MK.30, le cui consegne terminarono negli anni sessanta.

### Il primo potenziamento

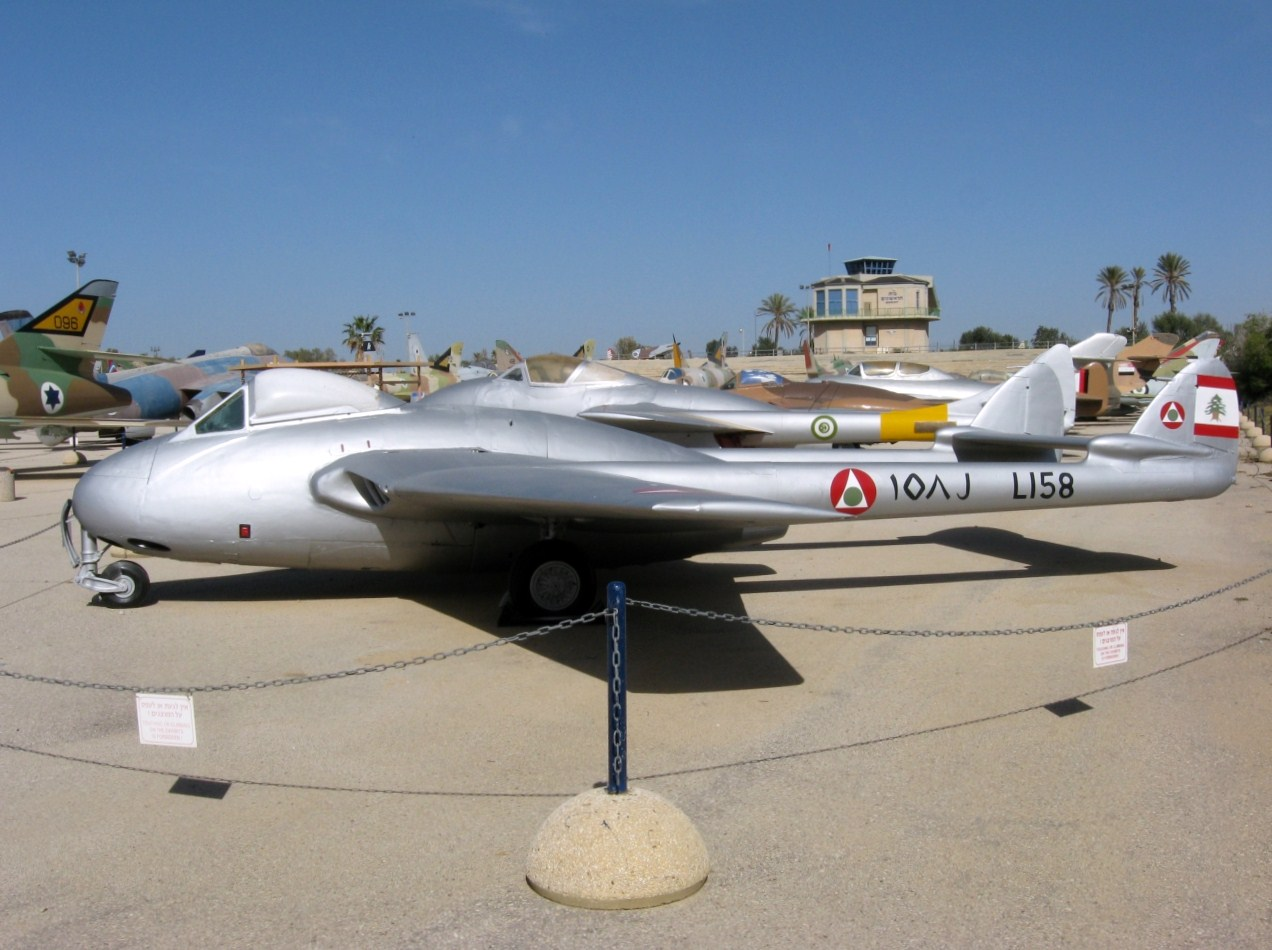
De Havilland DH.100 Vampire dell'Israeli Air Force Museum di Hatzerim, dipinto con i colori dell'aviazione libanese.

Nel corso del 1959 arrivò il primo lotto dei più moderni caccia Hawker Hunter F.Mk.6 le ultime consegne, che assommarono a 19 esemplari, terminarono solo nel 1977. Gli Hunter entrarono in servizio nei No.1 e No.2 Squadron ed ebbero impiego bellico durante la guerra arabo-israeliana del 1973. Nel corso degli anni sessanta arrivarono anche cinque addestratori a getto Fouga CM-170 Magister (matricole L-440/444) integrati nel 1972 da altri cinque esemplari ex Luftwaffe (matricole L-601/605).
Tra il 1959 e il 1960 furono consegnati i primi quattro esemplari dell'elicottero Aérospatiale SA-318 Alouette II. (matricole L-201/L-204), entrati in servizio nel No.3 Squadron di Rayak, seguiti subito dopo dalle consegne di 14 Aerospatiale SA-319 Alouette III (L-220/233).
Nel 1968 vennero acquisiti dalla Francia 10 Mirage IIIEL (L-501/510) e due addestratori Mirage IIIDL (L-511/512), assegnati ad un reparto di stanza sulla nuova base aerea di Kleyate, appositamente costruita per i nuovi aerei bisonici, e posta sul confine con la Siria. L'arrivo dei Mirage III coincise con la definitiva radiazione degli ultimi due Vampire T.M.55 ancora in servizio. I Mirage III volarono fino al 1978, compiendo anche azioni belliche che causarono la perdita di un caccia e di un addestratore, quando a causa della pesante situazione economica generata dalla guerra civile (1975-1990) i 10 aerei superstiti furono messi definitivamente a terra ed accantonati per la vendita.

### La crisi
Nel corso degli settanta furono acquistati i primi sei elicotteri Agusta-Bell AB.212 (L-250/255) consegnati tra il 1973-1974 al No.5 Squadron sulla base di Beirut, cui seguirono ulteriori cinque esemplari arrivati nel 1979. Gli elicotteri vennero impiegati per missioni di trasporto, collegamento, ricerca e soccorso (SAR), ma molti di loro andarono perduti durante operazioni belliche. A partire dal 1974, radiati gli ultimi esemplari di DHC-1 Chipmunk, iniziarono le consegne dei primi di sei addestratori Scottish Bulldog Mk.126 (L141/146). Nel 1980 iniziarono le consegne dei primi sei elicotteri da trasporto Aérospatiale SA-330L Puma, seguite da ulteriori sei esemplari tra il 1983 e il 1984, entrati in servizio nel No.9 squadron. Quasi contemporaneamente iniziarono le consegne dei primi di 8 elicotteri da attacco Aérospatiale SA 342 Gazelle (L-800/817) assegnati al No.8 Squadron. Questi elicotteri, le cui consegne terminarono tra il 1983 e il 1984, erano armati con mitragliatrici, razzi non guidati e missili anticarro HOT.

### Il riequipaggiamento

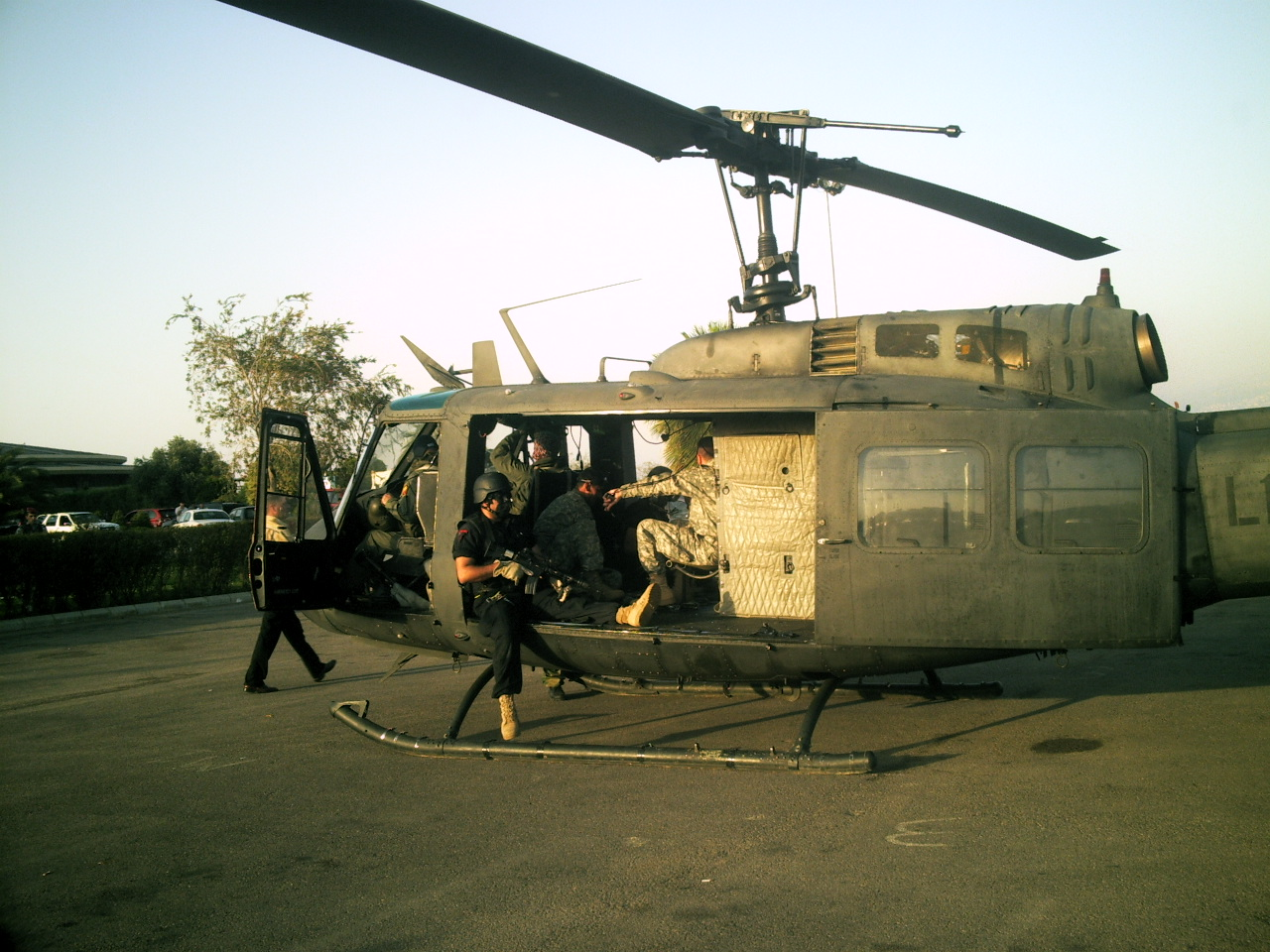
Elicottero Bell UH-1H Huey dell'esercito libanese.

Dopo la fine della lunga guerra civile, il governo e i vertici militari libanesi iniziarono un piano di riequipaggiamento delle forze armate libanesi. dopo aver ricevuto 24 elicotteri Bell UH-1H, consegnati tra il 1995 e il 2001, vennero recuperati otto caccia Hawker Hunter accantonati dal 1994 a Rayak, così come quattro addestratori Fouga Magister e tre Bulldog Mk.126. Nel 2000, i Mirage III, considerati dismessi, vennero venduti all'aeronautica del Pakistan. Nel 2009 furono consegnati 9 SA-342 Gazelle, integrati nel 2010 da 10 elicotteri da trasporto SA.330 Puma, tutti consegnati dagli Emirati Arabi Uniti. le nuove esigenze portarono all'acquisizione di 4 elicotteri leggeri da addestramento Robinson R44 Raven II (matricole L-1501/1504) assegnati al No.15 Squadron di Rayak, tre elicotteri pesanti antincendio Sikorsky S-61N (matricole AD-1601/1603) assegnati al No.16 Squadron di Beirut, e un AgustaWestland AW139 con compiti di trasporto presidenziale.

### Oggi
L'attuale organizzazione della Al-Quwwat al-Jawwiyya al-Lubnaniyya è strutturata su nove squadron dislocati su quattro basi aeree, tre operative, a Beirut, Rayak e Tripoli, e una parzialmente operativa ad Hamat, sede anche delle forze speciali dell'esercito. La forza aerea, in assenza di velivoli avanzati ad ala fissa, è formata da reparti prevalentemente equipaggiati con elicotteri, integrati con gli oramai superati Hawker Hunter, presenti in quattro esemplari, revisionati e rimessi in linea alla fine del 2008. A partire dall'aprile 2009 sono entrati in servizio presso il No.4 Squadron di stanza a Beirut 3 Cessna AC-208B Combat Caravan dotati di apparecchiatura ISR, torretta MX-15 e armamento su missili anticarro AGM-114 Hellfire. Inoltre sono stati consegnati 12 UAV AeroVironment RQ-11 Raven.
Nel novembre 2015 sono stati ordinati alla ditta brasiliana Embraer 6 A-29B Super Tucano, il cui primo esemplare venne consegnato nell'ottobre 2017, e l'ultimo nel corso del 2018. Questi aerei sono stati costruiti nello stabilimento statunitense di Jacksonville (Florida), e dotati di avionica Sierra Nevada Corporation che consente l'operativa ognitempo, e capacità di colpire con precisione bersagli al suolo con bombe intelligenti Mk.82 GBU-12 e GBU-58. I sei velivoli sono utilizzati dal No.7 Squadron di basa ad Hamat, e impiegati in missioni di attacco leggero al suolo e scorta.
Nell'aprile 2019 sono stati consegnati nell'aeroporto di Beirut-Rafic Hariri, in base al programma di assistenza "Building Partner Capacity", 4 sistemi UAV Boeing Insitu ScanEagle, ognuno composto da 4 velivoli, una stazione a terra di controllo remoto e sistemi di lancio e recupero dei droni.

## Aeromobili in uso
Sezione aggiornata annualmente in base al World Air Force di Flightglobal del corrente anno. Tale dossier non contempla UAV, aerei da trasporto VIP ed eventuali incidenti accorsi durante l'anno della sua pubblicazione. Modifiche giornaliere o mensili che potrebbero portare a discordanze nel tipo di modelli in servizio e nel loro numero rispetto a WAF, vengono apportate in base a siti specializzati, periodici mensili e bimestrali. Tali modifiche vengono apportate onde rendere quanto più aggiornata la tabella.
| Aeromobile                   | Origine         | Tipo                                                    | Versione (denominazione locale) | In servizio (2024) | Note | Immagine |
| Aerei da combattimento       |                 |                                                         |                                 |                    | |          |
| Cessna AC-208 Combat Caravan | Stati Uniti     | COIN                                                    | AC-208B                         | 3                  | 3 AC-208B consegnati rispettivamente nel 2009, nel 2013 e nel 2017. |          |
| Embraer A-29 Super Tucano    | Brasile         | COIN                                                    | A-29A                           | 6                  | 6 ordinati a novembre 2015. Le consegne sono state completate entro il 2018 e gli aerei sono armati con due mitragliatrici M3M da 12,7 mm, razzi Hydra da 70 mm, inoltre, saranno dotati di un kit di precisione BAE Systems APKWS (Advanced Precision Kill Weapon System), di un sistema di difesa dai missili AN/AAR-60(V)2 e un dispenser per contromisure AN/ALE-47. A maggio 2018 sono stati consegnati gli ultimi 4 esemplari, portando a 6 il numero degli aerei in organico. |          |
| Aerei da addestramento       |                 |                                                         |                                 |                    | |          |
| Scottish Aviation Bulldog    | Regno Unito     | aereo da addestramento                                  | Bulldog T Mk. 126               | 3                  | 6 Bulldog Mk. 126 consegnati, messi in deposito nel 1995, tre esemplari riportati in condizioni di volo intorno al 2008. |          |
| Elicotteri                   |                 |                                                         |                                 |                    | |          |
| Bell UH-1 Huey               | Stati Uniti     | Elicottero utility                                      | UH-1H Huey IUH-1H Huey II       | 1315               | 24 UH-1H Huey I ricevuti, uno dei quali andato distrutto e 10 radiati per anzianità. Ai 9 UH-1H Huey II già in servizio si sono uniti 3 UH-1H Huey II donati dagli Stati Uniti e consegnati a gennaio 2021. Ulteriori 3 UH-1H Huey II consegnati il 17 dicembre 2022. |          |
| Aérospatiale SA 341 Gazelle  | Francia         | Elicottero utility                                      | SA 342L                         | 7                  | 17 tra SA 342K e SA 342L consegnati nel 2009. |          |
| IAR 330                      | Romania Francia | Elicottero utility                                      | IAR 330L                        | 11                 | 12 IAR 330L ex UAEAF donati nel 2010 dagli Emirati Arabi. |          |
| Robinson R44 Raven II        | Stati Uniti     | elicottero da addestramento                             | R-44A                           | 6                  | 6 R44 consegnati. |          |
| MD Helicopters MD 530        | Stati Uniti     | elicottero da ricognizione elicottero d'attacco leggero | MD 530F                         | 5                  | 6 MD 530F ordinati ad ottobre 2018, consegnati il 6 ottobre 2021. Saranno dotati di un display LCD 6x9 pollici della Genesys, un sistema di missione più evoluto e performante, che proietta i dati sui displays ai lati del cockpit, il casco integrato Thales SCORPION, una torretta MX-10 elettro-ottica della L3 Wescam, più un sistema multicanale di comunicazione con criptografia avanzata. Un esemplare è stato perso in un incidente a gennaio 2022.                       |          |
| AgustaWestland AW139         | Italia          | elicottero da trasporto VIP                             | AW139                           | 1                  | 1 AW139 per trasporto VIP donato dal Qatar nel 2008. |          |

## Aeromobili ritirati
- Sikorsky S-61N - 3 esemplari (2009-2020)[2][37]
- Hawker Hunter F.Mk. 76/T.Mk.66 - 19 esemplari (1959-2011)[2][15][37]
- Dassault Mirage IIIEL - 10 esemplari (1968-1978)[15]
- Dassault Mirage IIIDL - 2 esemplari (1968-1978)[15]
- Fouga Magister - 10 esemplari (?-?)[15]

### Annotazioni
1. ↑  Questo velivolo fu utilizzato anche per la campagna di lotta alla malaria nella Valle della Bekaa, irrorando insetticidi sulle paludi di Ammik.
2. ↑  Secondo alcune fonti sei di questi aerei furono donati dall'Iraq.
3. ↑  Si trattava in dettaglio di 4 Vampire FB.5, cinque FB.52, tre FB.9 e quattro biposto da conversione operativa T.55 (matricole L-151, L-154, L-159 e L-160).
4. ↑  Si trattava dei velivoli matricola L-106/108, L-181/183, L-101/103.
5. ↑  Il programma di acquisizione fu finanziato dalla Stati Uniti d'America.
6. ↑  Si trattava di sei esemplari di Hunter F.Mk.6 ex Royal Air Force, quattro monoposto e tre biposto ex Belgio consegnati nel 1966 e ammodernati agli standard F.Mk.70 e T.Mk.66, sei F.Mk.70 acquistati nel 1975 per ripianare le perdite- gli aerei avevano le matricole L-170/L-179, L-280, L-286, L-281, L-282 (ceduto dalla Giordania), L-280/L-285.
7. ↑  I dodici elicotteri ricevettero le matricole L901/907, 909, 911/915.
8. ↑  Gli elicotteri, surplus dell'US Army, armati con mitragliatrici e razzi SNAB Matra da 68 mm, entrarono in servizio nei No.10 e No.11 di Beirut, No.12 di Rayak e No.14 Squadron di Kleyate.
9. ↑  Dopo la perdita per incidente di volo di un Hunter nel 1989, gli aerei erano stati accantonati dal 1994.
10. ↑  Questo elicottero aveva sostituito un Dassault Falcon 20 (OD-PAL) che a sua volta aveva sostituito un Rockwell Turbo Commander 690 (matricola L701) andato perduto nel corso del 1982.
11. ↑  Tale torretta offre la possibilità di operare in condizioni ognitempo in missioni di rilevamento fotografico, e infrarosso.

### Fonti
1. ↑  https://www.cia.gov/the-world-factbook/countries/lebanon/#military-and-security
2. 1 2 3   "LEBANON’S AIR FORCE LAUNCHES PUBLIC AIRCRAFT BIDS AS PART OF FLEET REORG"., su defensenews.com, 29 marzo 2021, URL consultato il 30 marzo 2021.
3. 1 2 3 4 5 6 7 8  Gattoni, Toselli, Vigna 2011, p. 36.
4. ↑  (EN)  " Lebanese Air Force - History 1 (archiviato dall'url originale il 21 novembre 2008).". Vatche Mitilian's Independent Guide To The Lebanese Air Force. Consultato il 5 dicembre 2008.
5. 1 2  Gattoni, Toselli, Vigna 2011, p. 37.
6. 1 2 3 4 5  Gattoni, Toselli, Vigna 2011, p. 38.
7. 1 2 3  Gattoni, Toselli, Vigna 2011, p. 40.
8. 1 2 3  Gattoni, Toselli, Vigna 2011, p. 42.
9. ↑   Air Force, su lebarmy.gov.lb, Lebanese Army (archiviato dall'url originale il 31 dicembre 2007).
10. 1 2 3  Gattoni, Toselli, Vigna 2011, p. 43.
11. 1 2  Viroli 2019, p. 48.
12. 1 2 3  "Libano. Primo A-29 quasi pronto" - "Aeronautica & Difesa" N. 359 - 09/2016 pag. 76.
13. ↑  Viroli 2019, p. 51.
14. 1 2 3 4 5 6 7 8 9 10  (EN) World Air Force 2025 (PDF), su Flightglobal.com,  p. 23. URL consultato il 5 dicembre 2024.
15. 1 2 3 4 5 6 7 8 9 10 11 12 13 14 15 16 17 18 19 20 21  "Le forze aeree del mondo. Libano" - "Aeronautica & Difesa" N. 433 - 11/2022 pag. 70
16. 1 2 3 4 5 6 7 8 9 10   "LES AÉRONEFS DE L’AL QUWWAT AL-JAWWIYA AL-LUBNANIYYA EN 2019 ET EN IMAGES"., su avionslegendaires.net, 30 maggio 2019, URL consultato il 30 maggio 2019.
17. 1 2 3 4 5 6   "LEBANESE AIR FORCE"., su 4aviation.nl, 1 novembre 2018, URL consultato il 9 settembre 2022.
18. 1 2  "Altri quattro Super Tucano per il Libano" - "Aeronautica & Difesa" N. 381 - 07/2018 pag. 76
19. 1 2   "FOUR MORE SUPER TUCANOS ARRIVE IN LEBANON" (archiviato dall'url originale il 29 maggio 2018)., su janes.com, 29 maggio 2018, URL consultato il 30 maggio 2018.
20. 1 2   "LEBANON TAKES DELIVERY OF FOUR ADDITIONAL A-29 SUPER TUCANO"., su airrecognition.com, 29 maggio 2018, URL consultato il 29 maggio 2018.
21. ↑   FIRST LEBANESE SUPER TUCANOS ARRIVE, su janes.com, 10 ottobre 2017. URL consultato l'11 ottobre 2017 (archiviato dall'url originale il 10 ottobre 2017).
22. ↑   "SUPER TUCANO PER LE FORZE LIBANESI"., su analisidifesa.it, 12 ottobre 2017, URL consultato il 12 ottobre 2017.
23. ↑   "EMBRAER COMPLETING FINAL AIRCRAFT IN SUPER TUCANO ORDER FOR LEBANON" (archiviato dall'url originale il 3 giugno 2017)., su janes.com, 2 giugno 2017, URL consultato il 2 giugno 2017.
24. 1 2   "TRE BELL HUEY II PER L’AERONAUTICA LIBANESE"., su aresdifesa.it, 25 febbraio 2021, URL consultato il 25 febbraio 2021.
25. 1 2   "THREE MORE HUEY II HELICOPTERS DONATES TO LEBANON"., su scramble.nl, 14 febbraio 2021, URL consultato il 14 febbraio 2021.
26. 1 2   "LEBANON RECEIVES 3 HELICOPTERS IN US MILITARY ASSISTANCE"., su anews.com.tr, 17 dicembre 2022, URL consultato il 19 dicembre 2022.
27. 1 2 3  "L'aviazione libanese potenzia la linea elicotteristica" - "Aeronautica & Difesa" N. 415 - 05/2021 pag. 72
28. 1 2  "Libano. Consegnati tre Huey II" - "Aeronautica & Difesa" N. 414 - 04/2021 pag. 72
29. ↑  (EN) LEBANON: UAE GIVES 10 PUMA HELICOPTERS TO ARMY, su ansamed.info (archiviato dall'url originale il 15 giugno 2009)..
30. ↑   Lebanese Air Force - News (archiviato dall'url originale il 22 marzo 2009)..
31. ↑   Copia archiviata, su janes.com. URL consultato il 7 settembre 2009 (archiviato dall'url originale il 7 agosto 2003)..
32. 1 2 3   "LEBANESE CAYUSE WARRIOR MISHAP"., su scramble.nl, 7 gennaio 2022, URL consultato il 7 gennaio 2022.
33. 1 2   "LEBANON RECEIVES LITTLE BIRD HELOS"., su janes.com, 6 ottobre 2021, URL consultato il 7 ottobre 2021.
34. 1 2   "NUOVI ELICOTTERI PER LIBANO E KENYA" (archiviato dall'url originale il 4 ottobre 2018)., su portaledifesa.it, 4 ottobre 2018, URL consultato il 4 ottobre 2018.
35. ↑   "LEBANON AIR FORCE RECEIVE SIX NEW ARMED MD 530G SCOUT ATTACK HELICOPTERS" (archiviato dall'url originale il 5 ottobre 2018)., su defence-blog.com, 3 ottobre 2018, URL consultato il 4 ottobre 2018.
36. 1 2   "LEBANESE GOVERNMENT AVIATION UNIT"., su aeroflight.co.uk, 10 maggio 2014, URL consultato il 18 settembre 2018.
37. 1 2   "LEBANON TO SELL OUTDATED AIRCRAFT AS AIR FORCE EYES NEW TRAINERS"., su defensenews.com, 6 luglio 2020, URL consultato il 30 marzo 2021.

### Periodici
- Federico Gattoni, Claudio Toselli e Achille Vigna, Le ali del Cedro, in Rivista Aeronautica, n. 1, Roma, Ministero della Difesa, 2011,  pp. 36-43.
- Elio Viroli, Le Forze Aeree Libanesi, in Panorama Difesa, n. 386, Firenze, E.d. A.I. s..r.l., giugno 2019,  pp. 46-51.